# 2460 Mitlincoln
A 2460 Mitlincoln (ideiglenes jelöléssel 1980 TX4) a Naprendszer kisbolygóövében található aszteroida. Laurence G. Taff és Dave E. Beatty fedezte fel 1980. október 1-én.